# The Jones Store
The Jones Store Company was een Amerikaanse warenhuisketen in de omgeving van Kansas City, die voorheen werd geëxploiteerd door Mercantile Stores Company en het in St. Louis, Missouri gevestigde May Co.

## Geschiedenis
De Jones Store Company werd in 1887 opgericht als een winkel van 74 m² in Stafford, Kansas, door J. Logan Jones.
In 1895 opende Jones een winkel op de hoek van 6th Street en Main Street in de wijk River Market in Kansas City, Missouri. In 1902 huurde Jones een pand van 46.000 m² van zeven verdiepingen dat een heel blok in beslag nam op de hoek van 12th Street en Main Street, tegenover Bernheimer Bros. & Co.
In 1910 werd Jones failliet verklaard en de winkel werd overgenomen door New Yorkse geïnteresseerden. In 1919 namen de nieuwe eigenaren de goederen over van de gebroeders Bernheimer.
De vlaggenschipwinkel in het stadscentrum bleef open tot januari 1998, ook al vertrokken andere grote retailers uit het stadscentrum. Het gebouw werd in 2005 gesloopt.

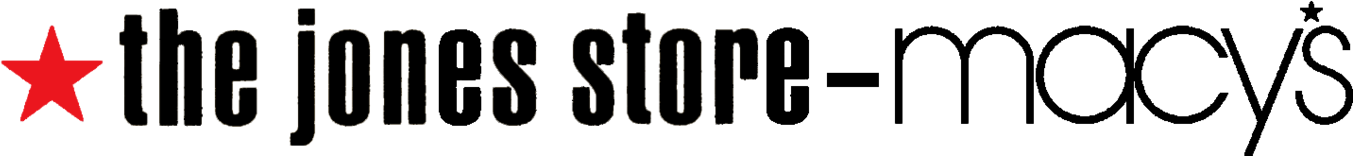
Het overgangslogo van The Jones Store-Macy's

Begin jaren 1960 werd de Jones Store een divisie van Mercantile Stores Company. In 1998 werd het bedrijf overgenomen door May Department Stores, nadat Dillards Mercantile had overgenomen, en geïntegreerd in de Famous-Barr-divisie van het bedrijf. Op 30 augustus 2005 werd het onderdeel van Federated na de overname van May door dat bedrijf. Op 1 februari 2006 werd The Jones Store Co. geïntegreerd in de nieuwe Macy's Midwest-divisie van Federated.
Op 9 september 2006 werd de naam The Jones Store Co. ingeruild voor de naam Macy's. Dit was de tweede keer dat Macy's zich op de markt in Kansas City en Topeka vestigde sinds de keten in 1985 haar oorspronkelijke winkels in Kansas City aan Dillard's verkocht. De originele Jones Store-locaties waren onder andere Downtown, Bannister Mall, Blue Ridge Mall, Metro North Mall, Oak Park Mall, Independence Center, Metcalf South Shopping Center, Town Center Plaza, Prairie Village Shopping Center en West Ridge Mall.